# Joey Konings
Joey Konings (Heesch, 21 aprile 1998) è un calciatore olandese, attaccante dello Željezničar.

## Caratteristiche tecniche
È un centravanti.

## Carriera

### Club
Cresciuto nel settore giovanile del PSV, ha esordito con la seconda squadra del club olandese il 27 novembre 2015 disputando l'incontro di Eerste Divisie perso 4-1 contro il Dordrecht.
Il 21 giugno 2018 viene acquistato a parametro zero dell'Heracles Almelo, con cui firma un contratto fino al 2020.
Esordisce in Eredivisie il 2 dicembre seguente disputando l'incontro vinto 4-1 contro il VVV-Venlo.

### Nazionale
Ha giocato nella nazionale olandese Under-16.

## Statistiche
Statistiche aggiornate al 20 gennaio 2019.

### Presenze e reti nei club
| Stagione        | Squadra         | Campionato      | Campionato | Campionato | Coppe nazionali | Coppe nazionali | Coppe nazionali | Coppe continentali | Coppe continentali | Coppe continentali | Altre coppe | Altre coppe | Altre coppe | Totale | Totale | Totale |
| Stagione        | Squadra         | Comp            | Pres       | Reti       | Comp            | Pres            | Reti            | Comp               | Pres               | Reti               | Comp        | Pres        | Reti        | Pres   | Reti   |        |
| --------------- | --------------- | --------------- | ---------- | ---------- | --------------- | --------------- | --------------- | ------------------ | ------------------ | ------------------ | ----------- | ----------- | ----------- | ------ | ------ | ------ |
| 2016-2017       | Jong PSV        | 1D              | 1          | 0          |                 | -               | -               |                    | -                  | -                  |             | -           | -           | 1      | 0      |        |
| 2017-2018       | Jong PSV        | 1D              | 1          | 0          |                 | -               | -               |                    | -                  | -                  |             | -           | -           | 1      | 0      |        |
| 2018-2019       | Jong PSV        | 1D              | 14         | 1          |                 | -               | -               |                    | -                  | -                  |             | -           | -           | 14     | 1      |        |
| Totale Jong PSV | Totale Jong PSV | Totale Jong PSV | 16         | 1          |                 | -               | -               |                    | -                  | -                  |             | -           | -           | 16     | 1      |        |
| 2018-2019       | Heracles Almelo | ED              | 7          | 0          | CO              | 0               | 0               |                    | -                  | -                  |             | -           | -           | 7      | 0      |        |
| Totale carriera | Totale carriera | Totale carriera | 23         | 1          |                 | 0               | 0               |                    | -                  | -                  |             | -           | -           | 23     | 1      |        |